# Neubörger
Neubörger település Németországban, azon belül Alsó-Szászország tartományban. Lakosainak száma 1617 fő (2023. december 31.). Neubörger Dörpen, Wippingen, Börger, Surwold és Werpeloh községekkel határos.

## Népesség
A település népességének változása:
| Lakosok száma | 1523 | 1494 | 1511 | 1557 | 1594 | 1617 |
|               | 2016 | 2017 | 2019 | 2021 | 2022 | 2023 |